# SEPHS1
SEPHS1 (англ. Selenophosphate synthetase 1) – білок, який кодується однойменним геном, розташованим у людей на короткому плечі 10-ї хромосоми. Довжина поліпептидного ланцюга білка становить 392 амінокислот, а молекулярна маса — 42 911.
| 10         |  | 20         |  | 30         |  | 40         |  | 50         |
| ---------- |  | ---------- |  | ---------- |  | ---------- |  | ---------- |
| MSTRESFNPE |  | SYELDKSFRL |  | TRFTELKGTG |  | CKVPQDVLQK |  | LLESLQENHF |
| QEDEQFLGAV |  | MPRLGIGMDT |  | CVIPLRHGGL |  | SLVQTTDYIY |  | PIVDDPYMMG |
| RIACANVLSD |  | LYAMGVTECD |  | NMLMLLGVSN |  | KMTDRERDKV |  | MPLIIQGFKD |
| AAEEAGTSVT |  | GGQTVLNPWI |  | VLGGVATTVC |  | QPNEFIMPDN |  | AVPGDVLVLT |
| KPLGTQVAVA |  | VHQWLDIPEK |  | WNKIKLVVTQ |  | EDVELAYQEA |  | MMNMARLNRT |
| AAGLMHTFNA |  | HAATDITGFG |  | ILGHAQNLAK |  | QQRNEVSFVI |  | HNLPVLAKMA |
| AVSKACGNMF |  | GLMHGTCPET |  | SGGLLICLPR |  | EQAARFCAEI |  | KSPKYGEGHQ |
| AWIIGIVEKG |  | NRTARIIDKP |  | RIIEVAPQVA |  | TQNVNPTPGA |  | TS         |

A: Аланін

C: Цистеїн

D: Аспарагінова кислота

E: Глутамінова кислота

F: Фенілаланін

G: Гліцин

H: Гістидин

I: Ізолейцин

K: Лізин

L: Лейцин

M: Метіонін

N: Аспарагін

P: Пролін

Q: Глутамін

R: Аргінін

S: Серин

T: Треонін

V: Валін

W: Триптофан

Кодований геном білок за функціями належить до трансфераз, кіназ. 
Задіяний у таких біологічних процесах, як ацетилювання, альтернативний сплайсинг. 
Білок має сайт для зв'язування з АТФ, нуклеотидами. 
Локалізований у клітинній мембрані, цитоплазмі, ядрі, мембрані.